# Mike Imlach
Mike Imlach (sinh ngày 19 tháng 9 năm 1962) là một cựu cầu thủ bóng đá người Anh, thi đấu ở vị trí hậu vệ biên ở Football League cho Peterborough United và Tranmere Rovers. Cha của ông là tuyển thủ quốc gia Scotland Stewart Imlach. Anh trai của ông là tác giả và dẫn chương trình truyền hình, Gary Imlach.